# Neolimnophila ultima
Neolimnophila ultima är en tvåvingeart. Neolimnophila ultima ingår i släktet Neolimnophila och familjen småharkrankar.

## Underarter
Arten delas in i följande underarter:
- N. u. ultima
- N. u. alaskana